# طائرات ورقية (فلم)
طائرات ورقية (بالإنجليزية: Paper Planes) هو فيلم دراما تم إنتاجه في أستراليا وصدر في سنة 2015 من إخراج روبرت كونولي. من بطولة سام ورذينجتن وديفيد وينهام والطفل إد اوكسنبولد.

## القصة
يحكي الفيلم قصة طفل «ديلين» (إد اوكسنبولد) أمه متوفية ويعيش مع والده المكتئب (سام ورذينجتن)، في إحدى حصص النشاط بالمدرسة يقوم ديلين بصناعة طائرة ورقية كالتي علمته أمه طريقة صنعها ويحقق مسافة طويلة جداً خلال تحليقها، مما يجعل معلم النشاط يدعوه للمشاركة ببطولة الطائرات الورقية في سيدني. يبدأ ديلين مشواره بتحقيق حلم فوزه ببطولة سيدني، ويقوم بأخذ النصح من والده وجده ومعلمه في المدرسة، ثم يذهب للتصفيات الأولية، ليجتازها ويحقق نجاحاً كبيراً، ثم يذهب لسدني مع والده الذي بقيت حالة الاكتئاب تسيطر علي؛ مما فوت عليه متابعة ابنه بالمسابقة التي فاز بها وحقق المركز الثاني، ويحجز مكاناً له في نهائيات العالم بطوكيو.
قبل ذهاب ديلين لمنافسات طوكيو لم يكن باستطاعة والده دفع ثمن تذاكر الطيران، مما أحبط ديلين. لكن والده فكر بحفلة لبيع الأشياء المستعملة ببيته، وبمساعدة الجد استطاع ديلين تجميع مبلغ لتذاكره هو فقط. تجاوز ديلين في بطولة طوكيو كل التواقعات والصعوبات التي واجهها ليحقق المركز الأول، وبحور والده الذي فاجئه بتواجده.

## الميزانية والإيرادات
حقق إيرادات تقدر بـ 9.61 مليون دولار أسترالي.

## وصلات خارجية
- مقالات تستعمل روابط فنية بلا صلة مع ويكي بيانات